# Scott R. Looney
Scott R. Looney ist ein US-amerikanischer Improvisationsmusiker (Piano, präpariertes Klavier, Keyboard, Electronics).

## Leben und Wirken
Looney studierte Komposition und Improvisation bei Roscoe Mitchell, Wadada Leo Smith, Morton Subotnick, David Rosenboom und Frederic Rzewski; den Master in Komposition erwarb er am California Institute of the Arts. Nach seinem Umzug nach ing to New York und schließlich in die San Francisco Bay Area beschäftigte er sich – beeinflusst von Denman Maroney – mit den Klangmöglichkeiten des präparierten Klaviers und Live-Elektronik. Er trat auf internationalen Festivals auf, u. a. auf dem Ulrichsberger Kaleidophon und dem San Francisco Electronic Music Festival. Außerdem kooperierte er in verschiedenen Projekten mit Tony Bevan, Gianni Gebbia, Frank Gratkowski, Henry Kaiser, Oliver Lake, Joëlle Léandre, Joe Morris, Kjell Nordeson, Jon Raskin, Gino Robair, Jim Ryan, Damon Smith, Paul Smoker, Nate Wooley und Weasel Walter. Tom Lord zufolge war er zwischen 1995 und 2011 an 17 Aufnahmesessions beteiligt. In Mitteleuropa trat Looney mit Klaus Janek, Wilbert de Joode, Christoph Irmer, Sue Schlotte und Martin Blume auf.

## Diskographische Hinweise
- Frank Gratkowski / Scott R. Looney / Damon Smith / Kjell Nordeson: Mimetic Holds (Balance Point Acoustics, 2004)
- Lisle Ellis / Oliver Lake / Paul Smoker / Scott R. Looney: Urban Rumination (META Records, 2005)
- Lindsay / Looney / Robair: Yellowcake (Rastascan Records, 2006)
- Scott R. Looney / Klaus Janek: 1510 (Edgetone Records, 2010)
- Nate Wooley / Scott R. Looney / Damon Smith / Weasel Walter: Scowl (ugEXPLODE, 2011)